# ويليام توماس هنري
ويليام توماس هنري هو سياسي كندي، ولد في 2 يناير 1872، وتوفي في 11 سبتمبر 1952. حزبياً، نشط في الحزب الليبيرالي الألبرتي. وقد انتخب عمدة إدمونتون وانتخب عضو الجمعية التشريعية ألبرتا.